# Panonija
Panonija (in serbo Панонија?) è un villaggio della Serbia situato nella municipalità di Bačka Topola, nel distretto della Bačka Settentrionale, nella provincia autonoma di Voivodina. La popolazione totale è di 794 abitanti (censimento del 2002), e la maggioranza di essa è di etnia serba.